# Desertaspetrell
Desertaspetrell (Pterodroma deserta) är en hotad fågel i familjen liror inom ordningen stormfåglar, endemisk för en enda ö i norra Atlanten. Arten är mycket nära släkt med kapverdepetrell och madeirapetrell.

## Utseende
Desertaspetrellen är en medelstor (35 centimeter) gråvit petrell. Ovansidan är grå med mörkare huva och ett mörkt "M" tvärs över vingarna. Undersidan är vit med en otydlig grå halskrage. Den är snudd på identisk med madeirapetrellen (P. madeira) men har en smalare och längre näbb och kortare vinge. Fågeln är tyst till havs men utstöter ylande, kacklande och hickande läten vid häckningskolonin.

## Utbredning och systematik

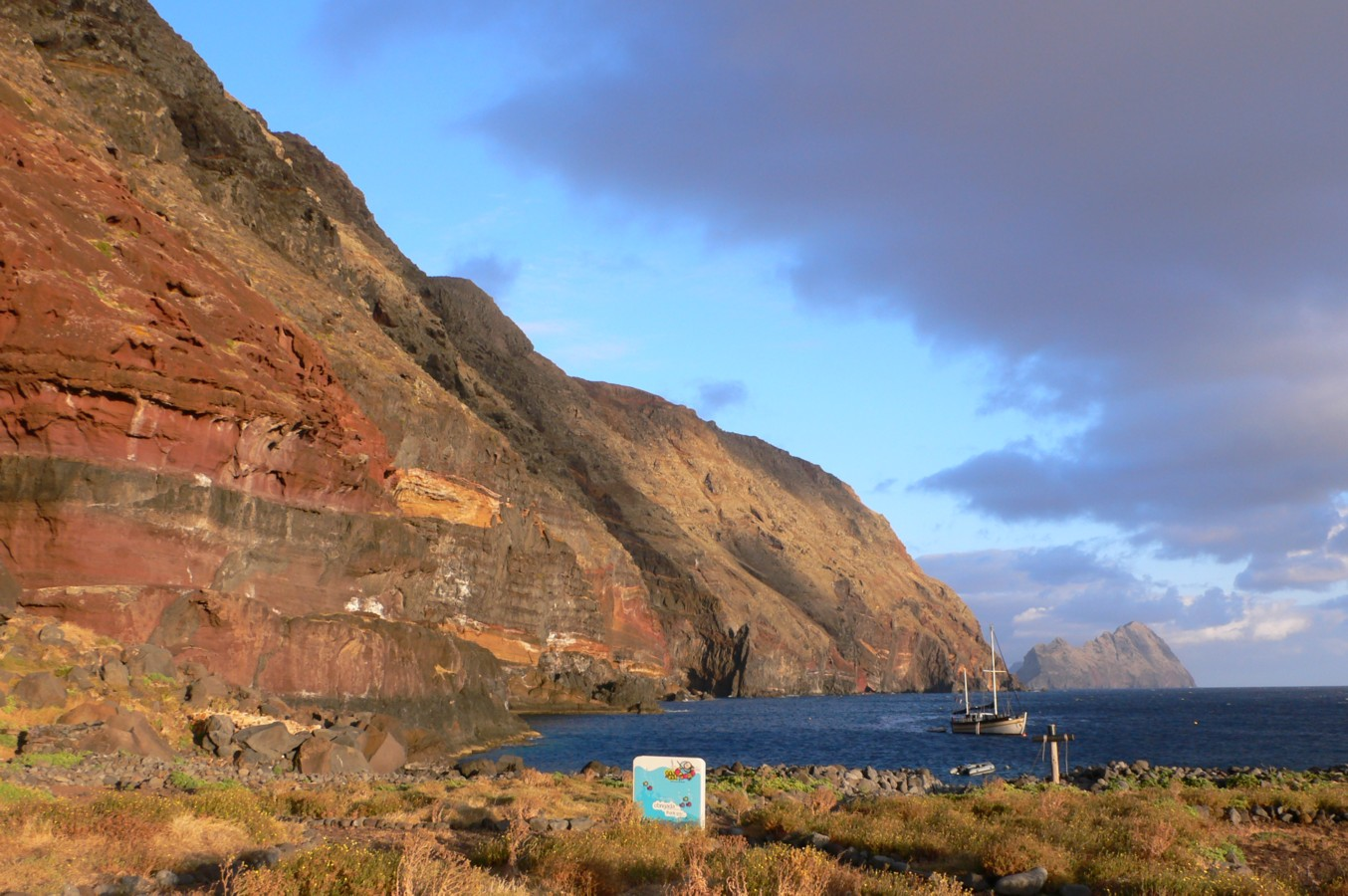
Desertaspetrellen häckar enbart på ön Bugio i Desertasöarna. Bilden är tagen från Deserta Grande, Bugio syns i fonden.

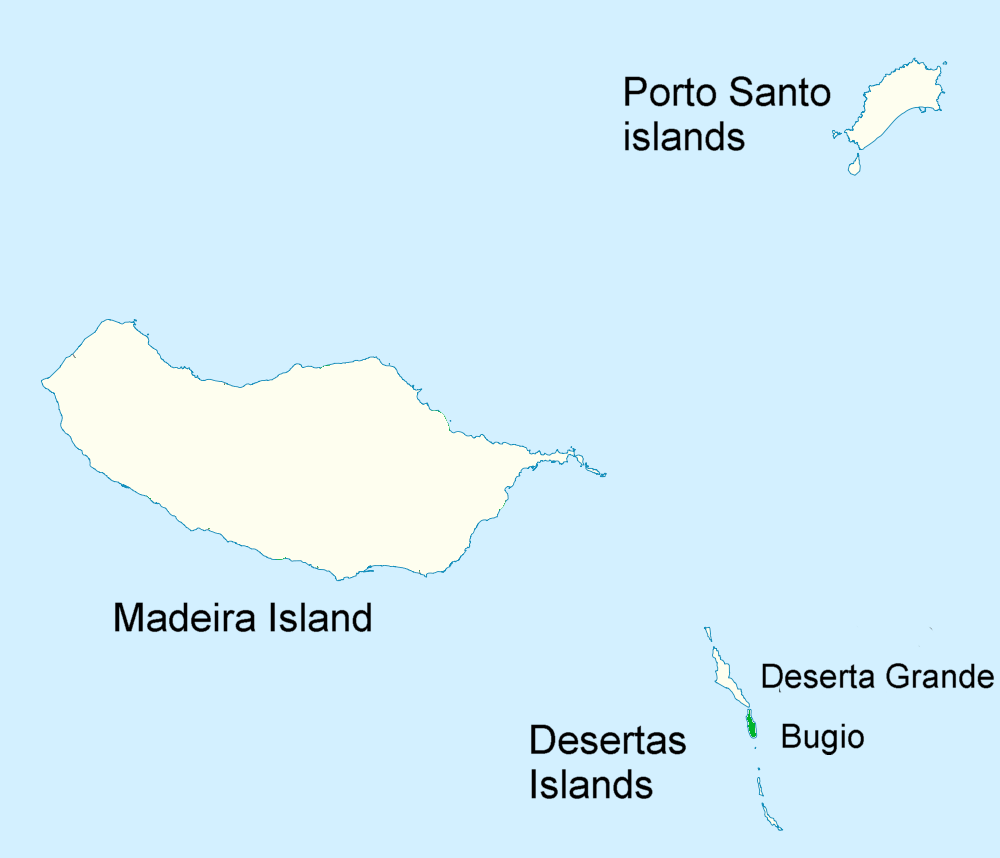
Ön Bugio och Desertasöarna i förhållande till Madeira.

Fågeln häckar enbart på ön Bugio i ögruppen Desertasöarna mellan Kanarieöarna och Madeira. Sentida undersökningar visar att arten tillbringar vintern i fem områden: två utanför Brasiliens kust, en utanför Kap Verdeöarna, en utanför USA:s sydöstra kust och en i ett pelagiskt område i centrala Sydatlanten.
Petreller liknande desertaspetrellen har setts vid upprepade tillfällen i Västeuropa, men med tanke på att desertaspetrell och kapverdepetrell är mycket svåra att skilja åt har ingen av dessa fåglar med säkerhet artbestämts till den ena eller andra arten. Likaså finns ett antal observationer där inte heller maderiapetrell gått att utesluta, däribland fyra fynd i Sverige från Västkusten.

### Artstatus
Desertaspetrell och kapverdepetrell betraktades tidigare som en och samma art, atlantpetrell (Pterodroma feae). Atlantpetrellen (inklusive madeirapetrellen) i sin tur tidigare har behandlats som en del av sammetspetrellen (P. mollis). Argumenten för att desertaspetrell och kapverdepetrell ska betraktas som skilda arter är dels små skillnader i utseende och läten. dels att de häckar vid olika tid på året.

## Ekologi
Fågeln häckar mellan 80 och 300 meter över havet, vanligtvis i utgrävda hålor i marken, men kan också häcka i klippskrevor när jordtillgången är dålig. De återvänder till kolonin i början av juni och ruvar äggen från mitten av juli till mitten av augusti. Ungfåglarna blir flygga i november-december.

## Status och hot
Även om artens populationsutveckling är stabil är utbredningsområdet och världspopulationen mycket små. Det gör att internationella naturvårdsunionen IUCN kategoriserar arten som sårbar och kan lätt bli mycket hotad ifall häckningskolonin störs av invasiva arter eller mänsklig aktivitet. Den senaste undersökningen visar att 160–180 par häckar på Bugio.